# Neoepiscardia magnifica
Neoepiscardia magnifica är en fjärilsart som beskrevs av László Anthony Gozmány. Neoepiscardia magnifica ingår i släktet Neoepiscardia och familjen äkta malar. Inga underarter finns listade i Catalogue of Life.